# Султан Азамат-Гирей
Султан Азамат-Гирей Сагат-Гиреевич (1843—1896) — князь, хынкъо (адыг.), представитель одной из младших ветвей крымской ханской династии Гиреев
(чингизид), поручик российской армии (с 11 октября 1863). 

## Биография
Один из сыновей адыгского дворянина и полковника Султана Сагат-Гирея (1809—1856).
С 15 июля 1857 года Султан Азамат-Гирей состоял оруженосцев в лейб-гвардии Кавказско-Горском полуэскадроне собственного Его Императорского Величества конвоя. 31 мая 1858 года был произведен в юнкеры. Награждён золотой медалью с надписью «За храбрость» на Георгиевской ленте (15 июля 1861).
В 1861 году был произведен в чин корнета с состоянием по кавалерии. Командовал сотней в Черноморском казачьем полку. 11 октября 1863 года получил чин поручика.
Племянник полковника Султана Хан-Гирея. Проживал в ауле Хатукай, Кубанской области.
Был женат на бжедугской (хамышеевской) княжне Ахеджаковой Кош-Хани (Гощхъан) (по др. данным Ханыш). Сыновья — Адиль-Гирей 1-й, Адиль-Гирей 2-й, Кадыр-Гирей, Мурат-Гирей. Дочери — Лоо-Хан и Крым-Хан. Сын Азамат-Гирея – Кадыр-Гирей был женат на шапсугской княжне Вагиде Шеретлуковой в браке с которой родилось двое сыновей, Чингис и Азамат-Кадыр. 